# Wicko Morskie
Wicko Morskie [ˈvit͡skɔ ˈmɔrskʲɛ] là một ngôi làng ở quận hành chính của Gmina Postomino, trong Sławieński, Zachodniopomorskie, ở tây bắc Ba Lan. Nó nằm khoảng 10 kilômét (6 mi) phía tây bắc Postomino, 21 km (13 mi) phía bắc Sławno và 183 km (114 mi) về phía đông bắc của thủ đô khu vực Szczecin.
Trước năm 1945, khu vực này là một phần của Đức. Đối với lịch sử của khu vực, xem Lịch sử của Pomerania.
Làng có dân số 55 người.